# Freedom of the Press Foundation
Freedom of the Press Foundation es una organización no gubernamental internacional sin ánimo de lucro fundada en 2012 en Estados Unidos. Su fin es financiar y apoyar la libertad de expresión y la libertad de prensa.

## Presentación
El 17 de diciembre de 2012, un grupo de periodistas y activistas por la libertad de prensa creó la Freedom of the Press Foundation (literalmente, "Fundación para la Libertad de Prensa"). La organización está apoyada por periodistas de medios tradicionales y alternativos, tales como Laura Poitras y Glenn Greenwald, así como activistas, celebridades y cineastas.
Su consejo de administración está a cargo de uno de los más famosos alertadores de Estados Unidos Daniel Ellsberg quien en 1971 fue el responsable de la divulgación por parte del New York Times de los Pentagon Papers sobre la Guerra de Vietnam.

## Objetivos
Su misión es ayudar a «promover y financiar el periodismo de interés público que se centra en denunciar la mala gestión, la corrupción y la violación de la ley por el gobierno», y ofrecer una fuente de financiación pública a WikiLeaks y otras organizaciones periodísticas independientes. Entre las organizaciones apoyadas por Freedom of the Press Foundation se incluyen WikiLeaks, MuckRock News, National Security Archive, The UpTake, The Bureau of Investigative Journalism, Center for Public Integrity y Truthout.
Freedom of the Press Foundation selecciona las organizaciones y personas a las que ayuda sobre la base de cuatro criterios: 1. Trayectoria de participación y de promoción material de un periodismo transparente, incluido el apoyo a los alertadores; 2. Programa de interés público, 3. Organizaciones o individuos atacados por participar en el periodismo transparente, y 4. Necesidad de apoyo. El objetivo de la fundación es dar prioridad a las organizaciones y personas que están en necesidad de financiación o que se enfrentan a obstáculos para obtener apoyo por sus propios medios.

## Apoyo a Chelsea Manning
En mayo de 2013, The Freedom of Press Foundation comenzó una campaña de financiación en masa para contratar un taquígrafo profesional para transcribir el proceso al soldado Bradley Manning, el soldado estadounidense acusado de filtrar a WikiLeaks 250 000 cables diplomáticos y 500 000 informes del ejército estadounidense relativos a la Guerra de Afganistán y a la Guerra de Irak, después de que el gobierno se negara a poner las transcripciones del juicio a disposición del público.

## SecureDrop
En octubre de 2013, la Fundación lanzó SecureDrop, desarrollada en parte por el fallecido programador Aaron Swartz. La herramienta permite la comunicación anónima entre dos partes, lo que permite a los alertadores ponerse en contacto con periodistas sin tener que revelar información sobre sus identidades.